# Витоки річки Малої Висі
Витоки р. Малої Висі — ландшафтний заказник місцевого значення. Об'єкт розташований на території Маловисківського району Кіровоградської області, поблизу с. Лутівка.
Площа — 2,5 га, статус отриманий у 2000 році.